# 梭形高原鳅
梭形高原鳅（学名：Triplophysa leptosoma）为輻鰭魚綱鯉形目條鳅科高原鳅属的鱼类，是中国的特有物种。分布于长江黄河上游、西藏北部、柴达木盆地、青海湖以及河西走廊等地，體長可達14.4公分。该物种的模式产地在舒尔干河。

## 扩展阅读
維基物種上的相關：梭形高原鳅